# دائرة المالح
دائرة المالح هي إحدى دوائر ولاية عين تموشنت الجزائرية.